# San Venustiano
Venustiano es un mártir cristiano del siglo IV. 
Durante las persecuciones de Diocleciano y Galerio en Italia, Venustiano era gobernador de Toscana e hizo prender a San Sabino, dos diáconos y muchos clérigos. 
Poco después el mismo Venustiano padeció tan terrible mal de ojos que ni podía comer, ni dormir y los médicos no hallaban modo de aliviarle el dolor. Acudió pues al preso San Sabino: le envió su mujer e hijos e rogarle que se compadeciera de su trabajo. El Santo fue a verle. Venustiano le pedía perdón de la crueldad con que le había tratado. Mas el Santo le dijo: 

Mis pecados lo merecían: lo que te importa es que te arrepientas, creas en Jesucristo y recibas el bautismo y así curarás de tu dolor y alcanzarás la vida eterna.

Venustiano se manifestó pronto a todo y deseoso de bautizarse. Entonces el Santo le mandó que hiciera pedazos y arrojara al río un ídolo que tenía: le preguntó sucesivamente si creía en Dios Padre Omnipotente, en su Hijo Jesucristo y en el Espíritu Santo; que Jesucristo subió a los cielos y vendrá a juzgar vivos y muertos, el perdón de los pecados y la resurrección de la carne. En seguida le bautizó y al instante Venustiano se halló del todo curado y echándose a los pies del obispo de nuevo le pedía perdón. 
Después de que Maximiano supo que Venustiano se había bautizado, envió a Asís a Lucio quien sin forma de proceso hizo cortar la cabeza a San Venustiano, a su mujer e hijos, y a San Sabino le hizo dar de palos hasta que murió. Sus cuerpos fueron recogidos por los cristianos y escondidos con mucho cuidado. En las actas de estos mártires que publicó Baluzio vemos que el pueblo de Roma varias veces pidió a Maximiano que acabase con los cristianos y que habiendo el emperador juntado el pueblo en el capitolio por abril del año 303, alabó su amor a la religión de sus padres y les dijo que iba a dar orden al prefecto de Roma y a todos los ministros para buscar y prender a los cristianos y obligarles a sacrificar.